# Алфі Девайн
Алфі Шон Девайн (англ. Alfie Sean Devine; нар. 1 серпня 2004, Воррінгтон) — англійський футболіст, півзахисник клубу «Тоттенгем Готспур».

## Клубна кар'єра
Девайн почав займатися футболом в академії «Ліверпуля», проте у віці 11 років пішов у «Віган Атлетік». Коли в «Віган Атлетік» було введено тимчасове зовнішнє управління, 28 липня 2020 він був проданий в «Тоттенгем Готспур» за 300 000 фунтів.
10 січня 2021 року дебютував в основному складі «шпор» у матчі Кубка Англії проти клубу «Марін». Він вийшов на заміну у другому таймі та забив гол, а «Тоттенгем» розгромив свого суперника з восьмого дивізіону з рахунком 5:0. У віці 16 років і 163 днів Алфі Девайн став наймолодшим гравцем в історії «Тоттенгем Готспур», побивши попередній рекорд свого партнера по команді Дейна Скарлетта.

## Міжнародна кар'єра
У складі юнацької збірної Англії до 16 років в грудні 2019 року брав участь у товариському турнірі Sportchain AGS Cup, де зіграв у 3 матчах і був визнаний найкращим гравцем турніру.
2 вересня 2021 року Девайн дебютував за збірну Англії до 19 років у товариській грі проти Італії (2:0). Наступного року Алфі з командою поїхав на юнацький чемпіонат Європи 2022 року в Словаччині, де зіграв у всіх п'яти матчах, відзначився голом у грі групового етапу проти Австрії (2:0) і допоміг своїй команді стати чемпіоном Європи.

## Досягнення
- Переможець юнацького чемпіонату Європи до 19 років: 2022